# Vajra

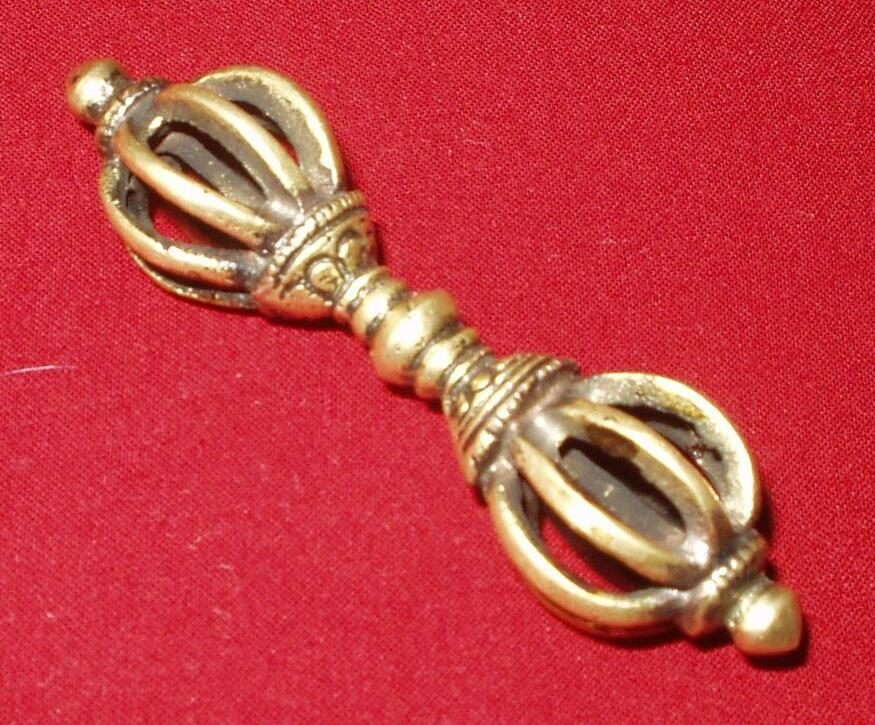
O vajra tibetană.

Vajra (sanscrită ,वज :Fulgerul de Diamant) este un instrument de cult folosit în hinduism , jainism și mai ales în budism , care simbolizează atât indestructibilitatea diamantului , cât și puterea fulgerului . Acest obiect este un simbol în budismul Vajrayana și este folosit în cele mai multe ritualuri , iar majoritatea statuiilor budiste sunt reprezentate cu o vajră în mână .